# Garryaceae
Garryaceae (Lindl.) è una famiglia di piante angiosperme dell'ordine Garryales.

## Tassonomia
La famiglia comprende i seguenti generi:
- Aucuba Thunb. (10 specie)
- Garrya Douglas ex Lindl. (17 spp.)